# Рапљево
Рапљево (словен. Rapljevo) је насељено место у општини Добрепоље, Средњесловенска регија, Словенија.

## Историја
До територијалне реорганизације у Словенији било је у саставу старе општине Кочевје.

## Становништво
У попису становништва из 2011. године, Рапљево је имало 69 становника.
| Број становника према пописима | Број становника према пописима | Број становника према пописима |
| ------------------------------ | ------------------------------ | ------------------------------ |
| 1991                           | 2002                           | 2011                           |
| 69                             | 63                             | 69                             |

Напомена: Године 2000. повећано за део насеља Врбовец (Кочевје, Југоисточна Словенија).

## Галерија
- поглед на Рапљево и околину Струшке долине
- детаљ
- детаљ
- пејзаж
- детаљ
- зима у Рапљеву